# تلویزیون ام‌جی‌ام
تلویزیون ام‌جی‌ام (به انگلیسی: MGM Television) یک شرکت تهیه و توزیع فیلم‌های تلویزیونی آمریکایی است. این شرکت زیر مجموعه‌ای از شرکت مترو گولدین مایر است.